# گوهرمرغ سرخ گویان
گوهرمرغ سرخ  گویان (نام علمی: Phoenicircus carnifex) نام یک گونه از تیره گوهرمرغان است.